# Aymaria floreana
Aymaria floreana är en spindelart som först beskrevs av Willis J. Gertsch och Peck 1992.  Aymaria floreana ingår i släktet Aymaria och familjen dallerspindlar. Inga underarter finns listade.